# 德拉甘·可可托维奇
德拉甘·可可托维奇（Dragan Kokotović，1953年3月1日—）是已退役的塞尔维亚足球运动员和现役教练。
作为主教练，可可托维奇常年在希腊甲级和乙级联赛执教。2001年，他作为上海申花塞尔维亚主帅伊利亚·佩特科维奇的助手第一次出现在中国足球联赛，此后又多次在上海申花出任助理教练，是球队获得2003年甲A联赛冠军的功臣之一。
在2009和2010年，可可托维奇先后带领阿特罗米托斯和潘塞莱科斯2支球队成功升级。
2012年1月，中甲球队广东日之泉宣布可可托维奇出任球队主教练，但仅执教了两场联赛就被球队以球员不适应其执教风格解雇。